# Dignomus diversicollis
Dignomus diversicollis is een keversoort uit de familie klopkevers (Ptinidae). De wetenschappelijke naam van de soort werd in 1940 gepubliceerd door Maurice Pic.